# George Imlay
George Imlay ( 1754 - 1824) fue un comerciante, soldado, y botánico aficionado estadounidense.

## Biografía
Fue un cirujano escocés y terrateniente colonial que llegó a Sídney en 1833 como superintendente cirujano de convictos a bordo del Roslyn Castle. Se unió a su hermano Alexander en el Hospital de Sídney, y en 1835 se trasladó a Twofold Bay, donde colaboró con sus hermanos en actividades pastorales y de caza de ballenas, aunque continuó vinculado a la marina hasta 1841.
Junto a sus hermanos, (Peter Imlay, Alexander Imlay) adquirió vastas extensiones de tierra, especialmente en el distrito de Bega, donde controló operaciones ganaderas y balleneras. También participó en el comercio con Nueva Zelanda. A pesar de sus ambiciosos proyectos, las finanzas de los hermanos colapsaron a finales de 1844, perdiendo la mayor parte de sus propiedades.
George nunca se casó. En 1846, afectado por una enfermedad incurable, se suicidó en la cima de una montaña cercana a Bega, que hoy se conoce como Dr. George Mountain en su memoria.

## Algunas publicaciones
- 1971. Mary Wollstonecraft: letters to Imlay. English Literature Series 33. Edición reimpresa de Haskell House Publ. 207 pp. The Love Letters of Mary Wollstonecraft to Gilbert Imlay. Edición reimpresa de BiblioBazaar, 222 pp. 2010 ISBN 1172146764

- 1968. A Topographical Description of the Western Territory of North America; Containing a Succinct Account of Its Soil, Climate, Natural History. 3ª edición ilustrada, reimpresa por A. M. Kelley, 598 pp. Reedditado por General Books LLC, 396 pp. 2010 ISBN 1153179849

- 1964. The Emigrants (1793): Traditionally Ascribed to Gilbert Imlay, But, More Probably, by Mary Wollstonecraft. Scholars' Facsimiles & Reprints. 325 pp.
- La abreviatura «Imlay» se emplea para indicar a George Imlay como autoridad en la descripción y clasificación científica de los vegetales.[3]